# رياعة سيلانية
رياعة سيلانية أو قرنفول سنبلي (الاسم العلمي: Syzygium zeylanicum)، نوع من النباتات المُزهرة يتبع فصيلة الآسية. وهي منتشرة على نطاق واسع، من مدغشقر والهند إلى الصين وجنوب شرق آسيا وماليزيا. وهي شجرة نمطية شجيرة يصل ارتفاعها عادة إلى 12 مترًا (39 قدمًا)، وتفضل الغابات الثانوية الساحلية وحواف الغابات وضفاف الأنهار